# Прошин, Дмитрий Александрович
Дмитрий Александрович Прошин (род. 6 января 1984, Новгород) — российский футболист, полузащитник и тренер.

## Биография

### Игровая карьера
Воспитанник новгородского футбола. В 1997 году в составе местного «Акрона» стал победителем Детской футбольной лиги, благодаря чему 8 августа появился на поле «Лужников» перед матчем сборных России и мира. На взрослом уровне дебютировал в 2002 году в составе петербургского «Петротреста». В 2005 году перешёл в «Псков-2000», однако по ходу сезона команда прекратила своё существование. Несколько лет Прошин играл за любительские коллективы «Гарант-Спорт» Великий Новгород и «Апатит» Кировск.
В 2008 году в составе мурманского «Севера» вернулся в профессиональный футбол. За команду провёл несколько сезонов. Заключил контракт с «Петротрестом», однако вскоре был отдан в аренду в «Псков-747». По окончании сезона 2011/2012 заключил полноценный контракт с псковичами. В течение нескольких сезонов Прошин был лидером клуба.
Летом 2015 года на правах аренды перешёл в коллектив ФНЛ «Тосно». В конце 2015 года вернулся в «Псков-747», однако оставаться в команде не захотел и расторг контракт.
В феврале 2016 на правах свободного агента подписал контракт с эстонским клубом «Нарва-Транс». В своем дебютном матче в Мейстрилиге против «Таммеки» отметился забитым голом. Осеннюю часть сезона-2017/18 провёл в клубе ПФЛ «Луки-Энергия», а с 2018 года — вновь в «Нарве-Транс». В январе 2019 года стал играющим тренером эстонской команды.
1 августа 2019 года завершил карьеру профессионального футболиста, заявив, что вскоре станет тренером СДЮСШОР в Пушкинском районе Санкт-Петербурга.
28 августа 2019 года стал игроком любительского клуба «Динамо СПб».
С 1 мая 2021 года выступает за клуб «Приозерск» в Чемпионате Ленинградской области.

### Тренерская карьера
Имеет тренерскую лицензию категории «C».
С 2019 года - тренер ГБУ СШ Пушкинского района по футболу (СШ «Царское Село).
С 20 ноября по 7 декабря 2020 года исполнял обязанности главного тренера «Динамо СПб». 10 декабря стал помощником главного тренера «Динамо» Анатолия Богданова. 19 марта 2021 года стал главным тренером клуба вместо покинувшего команду Анатолия Богданова. С 28 июня 2021 по январь 2024 года занимает должность ассистента главного тренера команды. Также с 2022 года является одним из тренеров «Динамо-Центра», что является фарм-клубом основной команды. С января 2024 года формально занимает должность главного тренера «Динамо-2».

## Личная жизнь
Отец Александр Прошин в 1970—1980-х годах играл за новгородские команды и вологодское «Динамо». Старший брат Максим в 1992—2012 годах выступал за команды низших дивизионов. Семья (жена Ирина и сын Артём) живёт в Санкт-Петербурге.
Окончил Великолукскую академию физической культуры.

## Достижения
- Обладатель Кубка Эстонии (1): 2018/19
- Победитель первенства МРО «Северо-Запад» III дивизиона: 2020